# Spongilla alba
Spongille blanc
Espèce
Synonymes
- Spongilla alba bengalensis Annandale, 1911
- Spongilla alba marina Annandale, 1907
- Spongilla alba rhadinea Annandale, 1919
- Spongilla lacustris var. bengalensis Annandale, 1906
- Spongilla microsclerifera Annandale, 1909
- Spongilla nana Annandale, 1915
- Spongilla travancorica Annandale, 1909

 Spongilla alba, le Spongille blanc, est l'une des environ 120 espèces de spongilles (groupe d'éponges d'eau douce ; Spongiaires).
L'espèce a été scientifiquement décrite par H.J. Carter en 1849 à partir de spécimens prélevés dans l'Île de Bombay.
Il s'agit d'un animal filtreurs bactériophage, qui pourrait peut-être aussi se nourrir de matière organique, de nanoplancton et de microplancton en suspension dans l'eau.

## Habitat, répartition
C'est une espèces trouvée dans certains lacs et cours d'eau de régions tropicales (Brésil, Venezuela) Elle est par exemple présente dans le lac Maracaibo,. Mais on en trouve aussi en zone tempérée en Amérique du Nord. 

En Asie elle est connue en Inde,,,,,, et aux Philippines.
Elle supporte les eaux saumâtres (dans les mangroves notamment où on peut la trouver sur les racines des arbres en présence de balanes, moules et bryozoaires. Elle apprécie d'être exposée à un flux continue d'eau, ce qui est une condition pour l'élever en laboratoire à des fins d'études, comme pour les autres éponges de cette famille
Selon Volkmer-Riveiro & Pauls (2000) elle adopte une forme encroutante d'environ 10 millimètres d'épaisseur sur les substrats qu'elle colonise.
La température de l'eau est l'un des facteurs déterminants de son cycle de vie